# كورفو

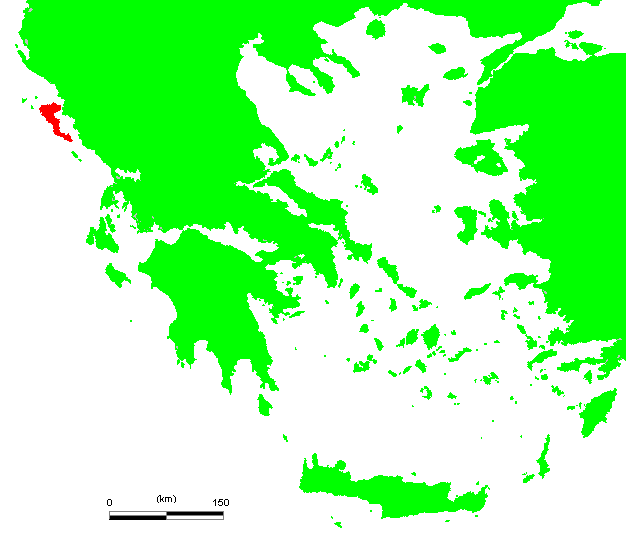
موقع جزيرة كورفو

كورفو وذكرها الإدريسي باسم قُرفس (باليونانية: Κέρκυρα ، كِرْكيرا) هي جزيرة يونانية تابعة للجزر الأيونية في البحر الأيوني، وتشكل مع جزرها الصغيرة التابعة الحدود الشمالية الغربية لليونان. تُعد الجزيرة جزءًا من وحدة كورفو الإقليمية، وتخضع لإدارة ثلاث بلديات مختلفة متمثلة في جزر أوثونوي، وإريكوسا وماثراكي. تُعد مدينة كورفو المدينة الرئيسية في الجزيرة بتعداد سكاني يصل إلى 32,095 نسمة. تحتوي كورفو أيضًا على الجامعة الأيونية.
ترتبط الجزيرة بتاريخ اليونان منذ بدايات أساطير الإغريق، ويرتبط اسمها بالعديد من المعارك والفتوحات. شاركت كركيرا القديمة في معركة سيبوتا التي تسببت في نشوب الحرب البيلوبونيسية، وكانت، وفقًا لثوقيديدس، أكبر معركة بحرية بين دول المدن اليونانية حتى ذلك الوقت. وفقًا لثوقيديدس، كانت كركيرا أيضًا واحدة من القوى البحرية الثلاث الكبرى في اليونان في القرن الخامس قبل الميلاد، مع قورنثوس وأثينا. تحتوي باليوبوليس على أطلال المعابد اليونانية القديمة وغيرها من المواقع الأثرية الأخرى لمدينة كركيرا القديمة. تمثل قلاع العصور الوسطى المنتشرة في عدد من المناطق الاستراتيجية في جميع أنحاء الجزيرة إرثًا من صراعات العصور الوسطى ضد غزوات القراصنة والعثمانيين. تُحاط عاصمتها باثنتين من هذه القلاع، إذ تُعد المدينة الوحيدة المحاطة بهذا الشكل في اليونان. نتيجة لذلك، أعلنت الحكومة اليونانية عن هذه المدينة باعتبارها كاستروبوليس («مدينة القلاع»). منذ العصور الوسطى حتى القرن السابع عشر، نجحت الجزيرة، باعتبارها جزءًا من جمهورية البندقية منذ عام 1204، في صد حصارات العثمانيين العديدة، واعتُبرت حصنًا للدول الأوروبية ضد الإمبراطورية العثمانية، إذ أصبحت واحدة من أبرز الجزر المنيعة وأفضلها تحصينًا في أوروبا. لعبت تحصينات الجزيرة دورًا هامًا في دفاعات البنادقة ضد التوغل العثماني في البحر الأدرياتيكي. في نوفمبر 1815، خضعت كورفو للحكم البريطاني في أعقاب الحروب النابليونية، لتتنازل الحكومة البريطانية عنها لليونان في وقت لاحق في عام 1864 بموجب معاهدة لندن، التي أعادت الجزر المتبقية من ولايات الجزر الأيونية المتحدة أيضًا إلى اليونان. تضم كورفو الأكاديمية الأيونية، التي تمثل أول جامعة في الدولة اليونانية الحديثة، ومسرح نوبيل تياترو دي سان جياكومو دي كورفو، الذي يمثل بدوره أول مسرح ودار أوبرا في اليونان الحديثة. وُلد إيوانيس كابودسترياس، أول حاكم لليونان المستقلة بعد ثورة عام 1821، ومؤسس الدولة اليونانية الحديثة والدبلوماسي الأوروبي المتميز، في كورفو.
في عام 2007، دخلت المدينة القديمة لكورفو في قائمة التراث العالمي لليونسكو، بتوصية من المجلس العالمي للمعالم والمواقع. عُقدت قمة الاتحاد الأوروبي لعام 1994 في كورفو. تمثل الجزيرة مقصدًا سياحيًا شهيرًا.

## علم الآثار

### باليوبوليس
تحتوي مدينة كورفو على أطلال مدينة كوركيرا القديمة، المعروفة أيضًا باسم باليوبوليس، بما في ذلك مجموعة من المعابد القديمة التي كشفتها عمليات التنقيب في قصر مون ريبوس المبني على أنقاض باليوبوليس. تشمل هذه المعابد: معبد كارداكي، ومعبد أرتميس ومعبد هيرا. يقع معبد هيرا على الحدود الغربية لقصر مون ريبوس، بالقرب من معبد كارداكي إلى الشمال الغربي. تبلغ مساحته ما يقارب 700 متر مربع إلى الجنوب الشرقي من معبد أرتميس في كورفو. بُني معبد هيرا على قمة تل أناليبسيس، وقد ساهم موقعه البارز في جعله مرئيًا للسفن التي تمر بالقرب من الواجهة البحرية لمدينة كركيرا القديمة.

### معبد كارداكي
يمثل معبد كارداكي أحد المعابد الدورية القديمة لمدينة كورفو في اليونان، ويرجع بناؤه إلى عام 500 قبل الميلاد تقريبًا في مدينة كركيرا القديمة (أو كورسيرا)، في موقع يُعرف اليوم باسم كارداكي في تل أناليبسي في كورفو. يتميز المعبد بالعديد من السمات المعمارية التي تشير إلى أصله الدوري. يمكن اعتبار معبد كارداكي غير عادي نظرًا إلى خلوه من الإفريز، إذ يتبع على الأرجح الميول المعمارية للمعابد الصقلية.
يُعتبر معبد كارداكي المعبد الوحيد ذو الطابع المعماري الدوري الذي لا يحتوي على إفريز في اليونان. وُصف التباعد بين أعمدة المعبد بأنه «واسع بشكل شاذ». افتقر المعبد أيضًا إلى شرفة وأديتون، وقد يكون غياب الإفريز ثلاثي الأخاديد أو إفريز حقل المنحوتة مؤشرًا على التأثير الأيوني. يُنظر إلى المعبد في كارداكي باعتباره موضوع مهم وغامض إلى حد ما بالنسبة إلى العمارة اليونانية القديمة. لا وجود لأي إثباتات على ارتباط هذا المعبد بعبادة أبولو أو بوسيدون.

### معبد أرتميس
يمثل معبد أرتميس أحد المعابد اليونانية القديمة في كورفو، ويرجع بناؤه إلى عام 580 قبل الميلاد تقريبًا في مدينة كركيرا القديمة (أو كورسيرا)، في موقع يُعرف اليوم باسم ضاحية غاريتسا. أُسس هذا المعبد بشكل مخصص لأرتميس. يُعرف المعبد بأنه أول معبد دوري مبني كليًا بالحجر. يُعتبر أيضًا أول مبنى شامل لجميع عناصر الطراز المعماري الدوري. لم يبقَ اليوم سوى عدد قليل جدًا من النقوش البارزة اليونانية العائدة إلى العصر القديم، وتمثل الأجزاء الكبيرة من مجموعة القوصرة أقدم الآثار الباقية المهمة.
يعتمد المعبد نمط بناء البيرابتيروس مع ترتيب ثنائي زائف. كان محيط المعبد مستطيلًا بعرض 23.46 متر (77.0 قدم) وطول 49 متر (161 قدم) مع اتجاه شرقي من أجل السماح لنور الشمس بالدخول إلى داخل المعبد في فترة الشروق. كان معبد أرتميس واحدًا من أكبر المعابد في عصره.
كان حقل المنحوتة الخاص بالمعبد على الأرجح مزخرفًا، إذ أمكن العثور على بقايا النقوش البارزة التي تظهر أخيل وممنون بين الآثار القديمة. وُصف المعبد بأنه أحد معالم العمارة اليونانية القديمة وواحد من 150 تحفة معمارية غربية. من المحتمل امتلاك الهندسة المعمارية لمعبد كورفو تأثيرًا على تصميم بنية الحرم القديم الموجود في سانت أوموبونو في إيطاليا، بالقرب من نهر التيبر في روما القديمة، الذي بُني في زمن الحضارة الإترورية وضم العديد من عناصر التصميم المماثلة. في حال كان المعبد قيد الاستخدام بحلول القرن الرابع، فقد تعرض على الأرجح للإغلاق أثناء اضطهاد الوثنيين في الإمبراطورية الرومانية المتأخرة، عندما أصدر الأباطرة المسيحيون مراسيم لحظر جميع أشكال العبادة غير المسيحية. شارك القيصر فيلهلم الثاني، أثناء إجازته في قصره الصيفي في أخيليون في كورفو بينما كانت أوروبا في حالة استعداد للحرب، في أعمال التنقيب في موقع المعبد القديم.

## المناخ
يظهر الجدول التالي التغييرات المناخية على مدار السنة لكورفو:
| البيانات المناخية لـكورفو                           | البيانات المناخية لـكورفو | البيانات المناخية لـكورفو | البيانات المناخية لـكورفو | البيانات المناخية لـكورفو | البيانات المناخية لـكورفو | البيانات المناخية لـكورفو | البيانات المناخية لـكورفو | البيانات المناخية لـكورفو | البيانات المناخية لـكورفو | البيانات المناخية لـكورفو | البيانات المناخية لـكورفو | البيانات المناخية لـكورفو | البيانات المناخية لـكورفو |
| الشهر                                               | يناير                     | فبراير                    | مارس                      | أبريل                     | مايو                      | يونيو                     | يوليو                     | أغسطس                     | سبتمبر                    | أكتوبر                    | نوفمبر                    | ديسمبر                    | المعدل السنوي             |
| --------------------------------------------------- | ------------------------- | ------------------------- | ------------------------- | ------------------------- | ------------------------- | ------------------------- | ------------------------- | ------------------------- | ------------------------- | ------------------------- | ------------------------- | ------------------------- | ------------------------- |
| الدرجة القصوى °م (°ف)                               | 20.5 (68.9)               | 22.4 (72.3)               | 26.0 (78.8)               | 28.0 (82.4)               | 33.8 (92.8)               | 38.0 (100.4)              | 43.0 (109.4)              | 40.0 (104.0)              | 37.4 (99.3)               | 31.0 (87.8)               | 25.0 (77.0)               | 22.0 (71.6)               | 43.0 (109.4)              |
| متوسط درجة الحرارة الكبرى °م (°ف)                   | 13.9 (57.0)               | 14.2 (57.6)               | 16.0 (60.8)               | 19.0 (66.2)               | 23.8 (74.8)               | 28.0 (82.4)               | 30.9 (87.6)               | 31.3 (88.3)               | 27.6 (81.7)               | 23.2 (73.8)               | 18.7 (65.7)               | 15.3 (59.5)               | 21.8 (71.2)               |
| المتوسط اليومي °م (°ف)                              | 9.7 (49.5)                | 10.3 (50.5)               | 12.0 (53.6)               | 14.9 (58.8)               | 19.6 (67.3)               | 23.9 (75.0)               | 26.4 (79.5)               | 26.3 (79.3)               | 22.7 (72.9)               | 18.4 (65.1)               | 14.3 (57.7)               | 11.1 (52.0)               | 17.5 (63.5)               |
| متوسط درجة الحرارة الصغرى °م (°ف)                   | 5.1 (41.2)                | 5.7 (42.3)                | 6.8 (44.2)                | 9.2 (48.6)                | 12.9 (55.2)               | 16.4 (61.5)               | 18.4 (65.1)               | 18.8 (65.8)               | 16.5 (61.7)               | 13.4 (56.1)               | 9.9 (49.8)                | 6.8 (44.2)                | 11.7 (53.1)               |
| أدنى درجة حرارة °م (°ف)                             | −4.5 (23.9)               | −4.2 (24.4)               | −4.4 (24.1)               | 0.0 (32.0)                | 4.6 (40.3)                | 8.7 (47.7)                | 10.0 (50.0)               | 11.3 (52.3)               | 7.2 (45.0)                | 2.8 (37.0)                | −2.2 (28.0)               | −2.0 (28.4)               | −4.5 (23.9)               |
| معدل هطول الأمطار مم (إنش)                          | 136.6 (5.38)              | 124.6 (4.91)              | 98.1 (3.86)               | 66.7 (2.63)               | 37.0 (1.46)               | 14.1 (0.56)               | 9.2 (0.36)                | 19.0 (0.75)               | 81.3 (3.20)               | 137.7 (5.42)              | 187.4 (7.38)              | 185.6 (7.31)              | 1٬097٫3 (43.20)           |
| متوسط الأيام الممطرة                                | 16.1                      | 14.6                      | 14.5                      | 12.9                      | 8.0                       | 4.9                       | 2.3                       | 3.4                       | 7.0                       | 11.8                      | 15.7                      | 17.5                      | 128.7                     |
| متوسط الرطوبة النسبية (%)                           | 75.4                      | 74.3                      | 73.4                      | 72.8                      | 69.5                      | 63.4                      | 60.0                      | 62.2                      | 70.4                      | 74.6                      | 77.5                      | 77.2                      | 70.7                      |
| ساعات سطوع الشمس الشهرية                            | 117.7                     | 116.8                     | 116.0                     | 206.5                     | 276.8                     | 324.2                     | 364.5                     | 332.8                     | 257.1                     | 188.9                     | 133.5                     | 110.9                     | 2٬545٫7                   |
| المصدر #1: Hellenic National Meteorological Service |                           |                           |                           |                           |                           |                           |                           |                           |                           |                           |                           |                           |                           |
| المصدر #2: NOAA (extremes and sun 1961−1990)        |                           |                           |                           |                           |                           |                           |                           |                           |                           |                           |                           |                           |                           |

## معرض صور

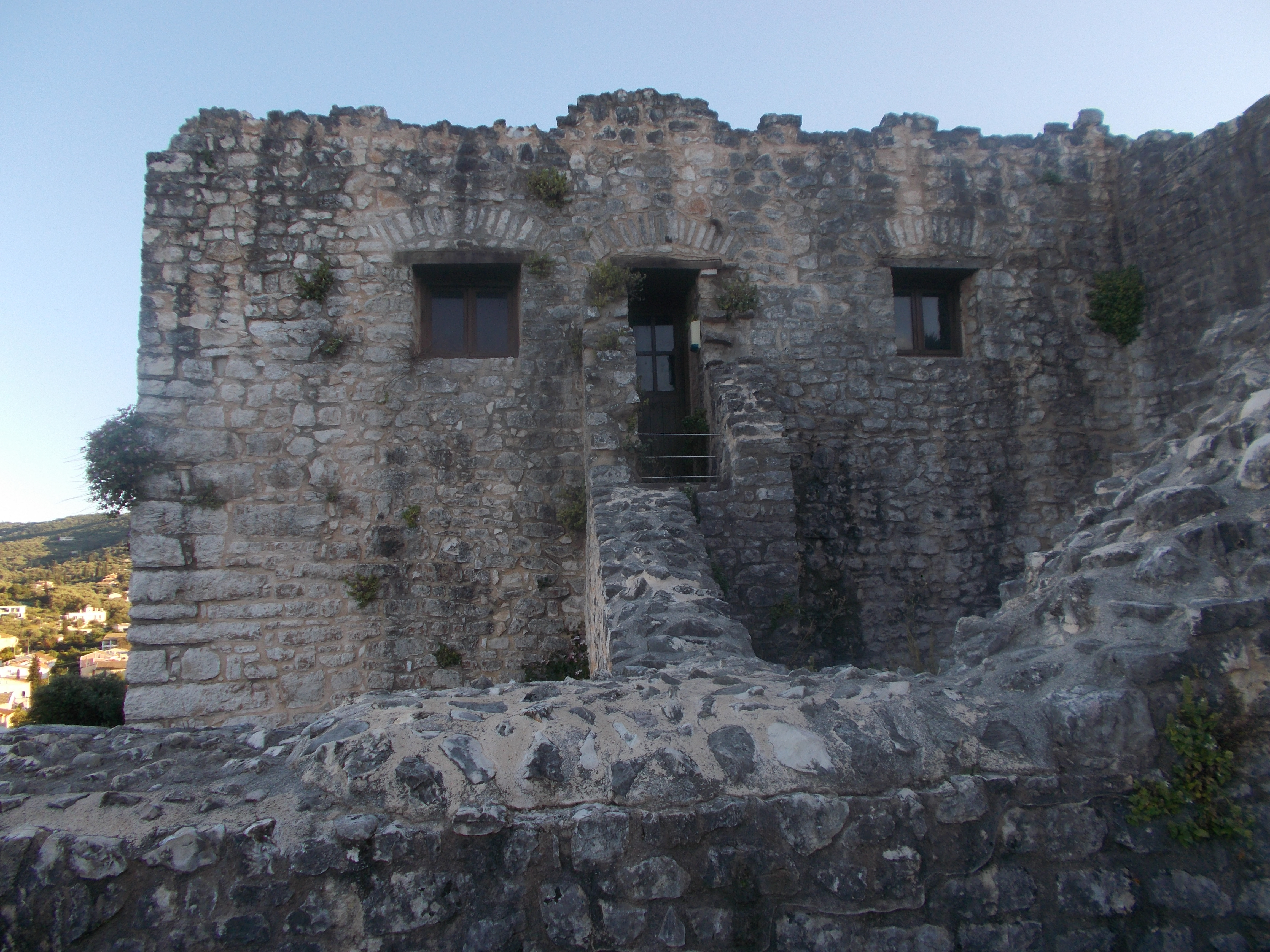
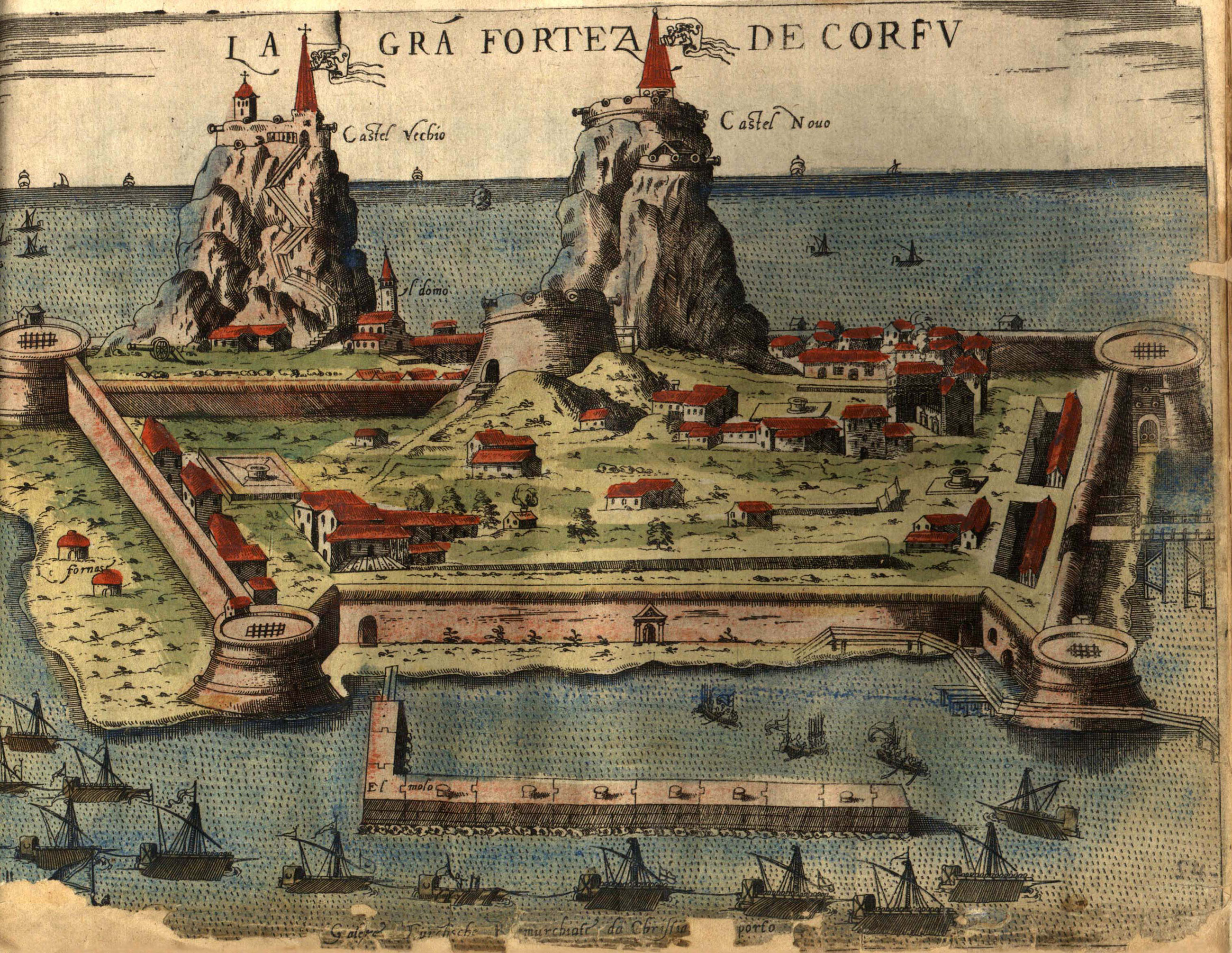
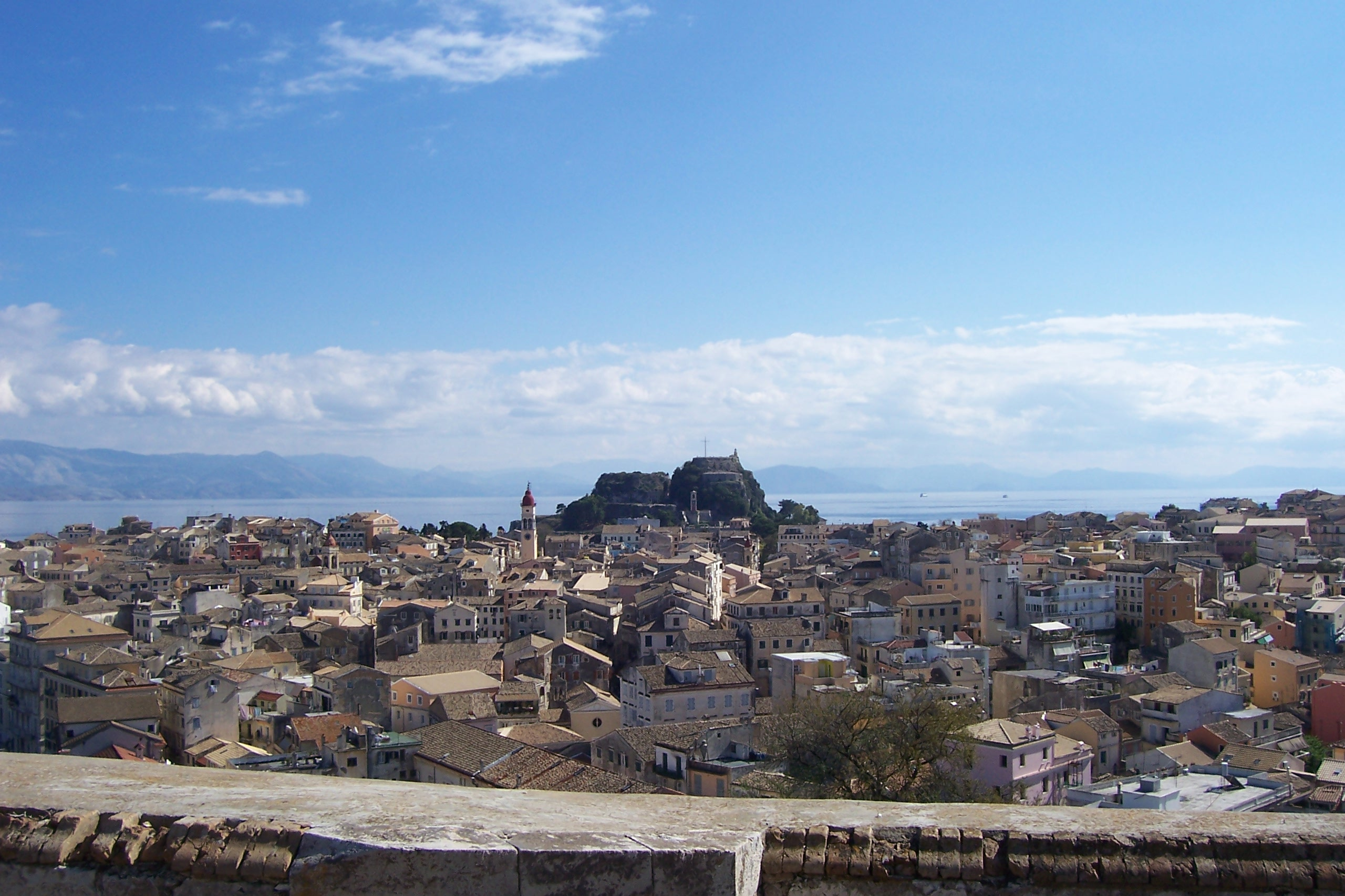
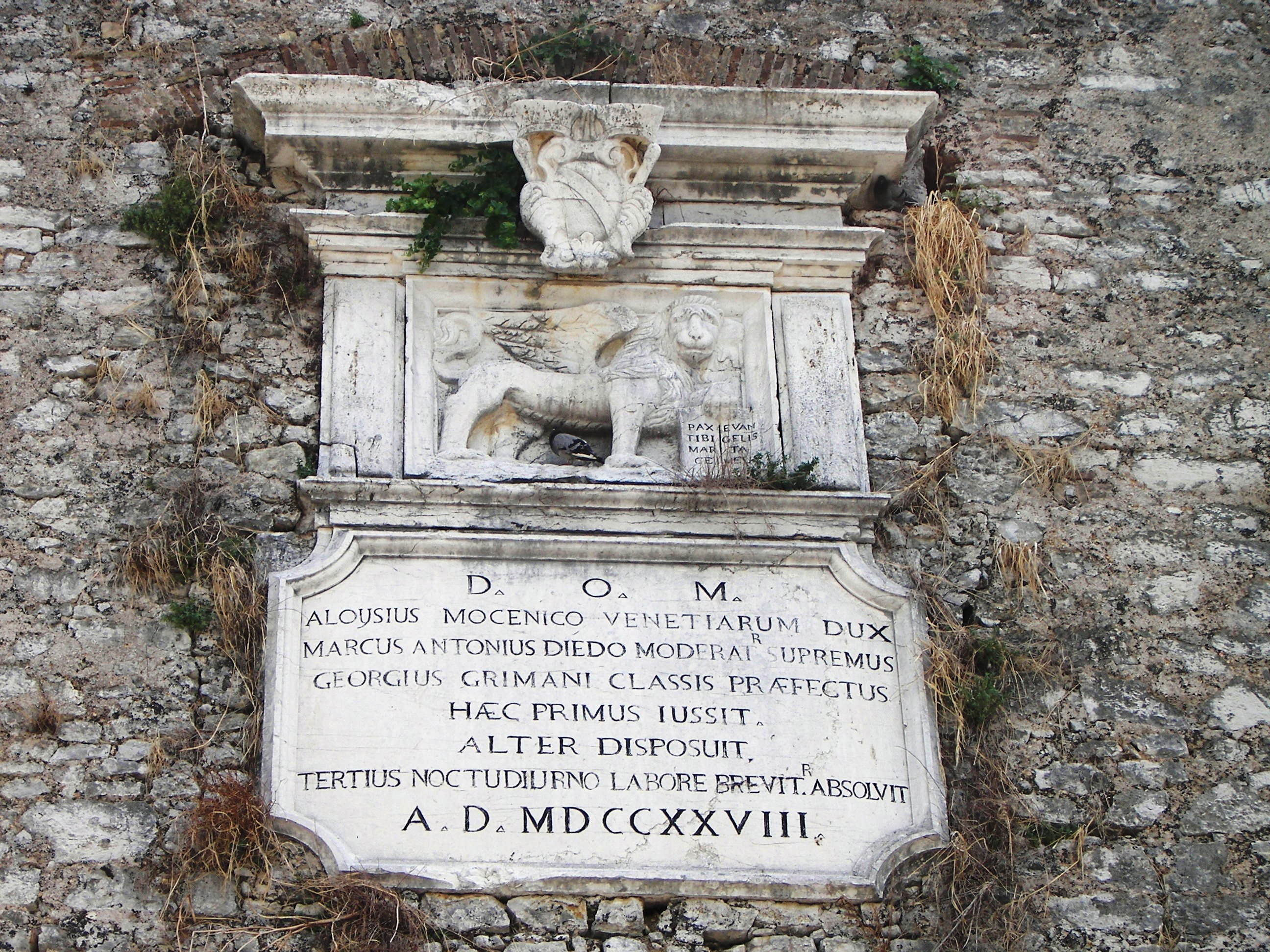

## توأمة
لكورفو اتفاقيات توأمة مع كل من:
- فيرونا
- اللاذقية
- لا بول إسكوبلاك
- غولد كوست
- مايسن
- ترويسدورف
- باري
- برينديزي

## أعلام
- أنطونيو بياتو
- صوفيا ألبيرتي
- جوزيف هنري بانكس
- الكسندرا جورجيفنا دوقة روسيا
- ألبرت كوهن
- جون كونورز
- كارل لودفيغ سبرنغر
- سيدريك هويل